# Deutsche Cadre-71/2-Meisterschaft 1986/87

Veranstaltungsort: Landau in der Pfalz

Die Deutsche Cadre-71/2-Meisterschaft 1986/87 ist eine Billard-Turnierserie und fand am 24. Oktober 1986 in Landau in der Pfalz zum 38. Mal statt.

## Geschichte
Drei Siege im K.-o.-System reichten Thomas Wildförster um seinen zweiten Deutschen Meistertitel im Cadre 71/2 einzufahren. Nachdem er im Halbfinale den Titelverteidiger Wolfgang Zenkner eliminiert hatte, gewann er im Finale gegen den hochtalentierten Fabian Blondeel mit 250:166 in zwölf Aufnahmen. Den dritten Platz belegte Zenkner nach einem Sieg gegen den Kemptener Uwe Steinberger.

## Modus
Gespielt wurde in den Qualifikationsgruppen bis 250 Punkte oder 15 Aufnahmen. Für die Endrunde qualifizierten sich die drei Gruppensieger und die vier Durchschnittsbesten.
In der Finalrunde wurde bis 250 Punkte ohne Aufnahmenbegrenzung im K.-o.-System gespielt.
Die Endplatzierung ergab sich aus folgenden Kriterien:
1. Matchpunkte
2. Generaldurchschnitt (GD)
3. Bester Einzeldurchschnitt (BED)
4. Höchstserie (HS)

## Teilnehmer (nach Ausgangsklassement)
1. Wolfgang Zenkner (BSV München) (Titelverteidiger)
2. Fabian Blondeel (DBC Bochum) (GD 37,59)
3. Thomas Wildförster (BSV Velbert) (GD 35,71)
4. Uwe Steinberger (BC Kempten) (GD 16,34)
5. Dieter Wirtz (BSV Duisburg-Hochfeld 74) (GD 27,57)
6. Wolfgang Fischer (BG Bottrop 24) (GD 23,28)
7. Dieter Großjung (BSV Velbert) (GD 19,87)
8. Heinz Janzen (BG Bottrop 24) (GD 19,33)

## Turnierverlauf
| #                      | Name                                       | MP  | GD    | BED   | HS  |
| ---------------------- | ------------------------------------------ | --- | ----- | ----- | --- |
| 1                      | Uwe Steinberger (BC Kempten)               | 6:0 | 16,34 | 21,25 | 128 |
| 2                      | Klaus Müller (BC Viktoria 09 Neunkirchen)  | 2:4 | 15,38 | 9,93  | 077 |
| 3                      | Willi Steinberger (BC Kempten)             | 2:4 | 14,14 | 22,72 | 065 |
| 4                      | Fritz Günther (BC Viktoria 09 Neunkirchen) | 2:4 | 11,04 | 14,93 | 061 |
| Turnierdurchschnitt: ? |                                            |     |       |       |     |

| MP    | Match Punkte (Sieger = 2; Unentschieden = 1; Verlierer = 0) |
| SV    | Satzverhältnis (nur bei Turnieren im Satzsystem)            |
| Pkte. | Erzielte Karambolagen                                       |
| Aufn. | benötigte Aufnahmen                                         |
| GD    | Generaldurchschnitt                                         |
| MGD   | Mannschafts-Generaldurchschnitt                             |
| BED   | Bester Einzeldurchschnitt eines Spielers                    |
| BEMD  | Bester Einzeldurchschnitt einer Mannschaft                  |
| BSD   | Bester Satzdurchschnitt eines Spielers                      |
| HS    | Höchstserie                                                 |
| WRP   | Weltranglistenpunkte                                        |

| #                          | Name                                    | MP  | GD    | BED   | HS  |
| -------------------------- | --------------------------------------- | --- | ----- | ----- | --- |
| 1                          | Thomas Wildförster (BSV Velbert)        | 6:0 | 35,71 | 83,33 | 169 |
| 2                          | Dieter Wirtz (BSV Duisburg-Hochfeld 74) | 3:3 | 27,57 | 41,66 | 149 |
| 3                          | Dieter Großjung (BSV Velbert)           | 3:3 | 19,87 | 25,00 | 113 |
| 4                          | Volker Simanowski (BSV Velbert)         | 0:6 | 15,78 | –     | 110 |
| Turnierdurchschnitt: 23,52 |                                         |     |       |       |     |

| MP    | Match Punkte (Sieger = 2; Unentschieden = 1; Verlierer = 0) |
| SV    | Satzverhältnis (nur bei Turnieren im Satzsystem)            |
| Pkte. | Erzielte Karambolagen                                       |
| Aufn. | benötigte Aufnahmen                                         |
| GD    | Generaldurchschnitt                                         |
| MGD   | Mannschafts-Generaldurchschnitt                             |
| BED   | Bester Einzeldurchschnitt eines Spielers                    |
| BEMD  | Bester Einzeldurchschnitt einer Mannschaft                  |
| BSD   | Bester Satzdurchschnitt eines Spielers                      |
| HS    | Höchstserie                                                 |
| WRP   | Weltranglistenpunkte                                        |

| #                      | Name                                            | MP  | GD    | BED   | HS  |
| ---------------------- | ----------------------------------------------- | --- | ----- | ----- | --- |
| 1                      | Fabian Blondeel (DBC Bochum)                    | 4:2 | 37,59 | 62,50 | 217 |
| 2                      | Wolfgang Fischer (BG Bottrop 24)                | 4:2 | 23,28 | 41,66 | 105 |
| 3                      | Heinz Janzen (BG Bottrop 24)                    | 2:4 | 19,33 | 15,73 | 090 |
| 4                      | Hans Wernikowski (BC Feldmark 34 Gelsenkirchen) | 2:4 | 14,82 | 16,66 | 062 |
| Turnierdurchschnitt: ? |                                                 |     |       |       |     |

| MP    | Match Punkte (Sieger = 2; Unentschieden = 1; Verlierer = 0) |
| SV    | Satzverhältnis (nur bei Turnieren im Satzsystem)            |
| Pkte. | Erzielte Karambolagen                                       |
| Aufn. | benötigte Aufnahmen                                         |
| GD    | Generaldurchschnitt                                         |
| MGD   | Mannschafts-Generaldurchschnitt                             |
| BED   | Bester Einzeldurchschnitt eines Spielers                    |
| BEMD  | Bester Einzeldurchschnitt einer Mannschaft                  |
| BSD   | Bester Satzdurchschnitt eines Spielers                      |
| HS    | Höchstserie                                                 |
| WRP   | Weltranglistenpunkte                                        |

### Finalrunde
| Viertelfinale      |     |     |    |       |       |     |
| Wolfgang Zenkner   | 2:0 | 250 | 11 | 22,72 | 22,72 | 129 |
| Wolfgang Fischer   | 0:2 | 77  | 11 | 7,00  | –     | 31  |
| Thomas Wildförster | 2:0 | 250 | 4  | 62,50 | 62,50 | 194 |
| Heinz Janzen       | 0:2 | 72  | 4  | 18,00 | –     | 54  |
| Fabian Blondeel    | 2:0 | 300 | 4  | 62,50 | 62,50 | 140 |
| Dieter Wirtz       | 0:2 | 152 | 4  | 38,00 | –     | 84  |
| Dieter Großjung    | 0:2 | 205 | 13 | 15,76 | –     | 82  |
| Uwe Steinberger    | 2:0 | 250 | 13 | 19,23 | 19,23 | 75  |
| Halbfinale         |     |     |    |       |       |     |
| Wolfgang Zenkner   | 0:2 | 216 | 7  | 30,85 | –     | 59  |
| Thomas Wildförster | 2:0 | 300 | 7  | 42,85 | 42,85 | 86  |
| Fabian Blondeel    | 2:0 | 250 | 11 | 22,72 | 22,72 | 108 |
| Uwe Steinberger    | 0:2 | 102 | 11 | 9,27  | –     | 28  |
| Spiel um Platz 3   |     |     |    |       |       |     |
| Wolfgang Zenkner   | 2:0 | 250 | 7  | 35,71 | 35,71 | 68  |
| Uwe Steinberger    | 0:2 | 203 | 7  | 29,00 | –     | 78  |
| Finale             |     |     |    |       |       |     |
| Thomas Wildförster | 2:0 | 250 | 12 | 20,83 | 20,83 | 128 |
| Fabian Blondeel    | 0:2 | 166 | 12 | 13,83 | –     | 56  |

### Abschlusstabelle
| MP    | Match Points (Sieger = 2; Unentschieden = 1; Verlierer = 0) |
| Pkte. | Erzielte Karambolagen                                       |
| Aufn. | Benötigte Versuche                                          |
| GD    | Generaldurchschnitt                                         |
| BED   | Bester Einzeldurchschnitt eines Spielers                    |
| HS    | Höchstserie                                                 |
|       | Bester GD des Turniers                                      |
|       | Bester ED des Turniers                                      |
|       | Beste HS des Turniers                                       |
|       | 1. Platz (Gold)                                             |
|       | 2. Platz (Silber)                                           |
|       | 3. Platz (Bronze)                                           |

| Endklassement              | Endklassement      | Endklassement | Endklassement | Endklassement | Endklassement | Endklassement | Endklassement | Endklassement | Endklassement |
| Platz                      | Name               | MP            | Pkt.          | Aufn.         | GD            | BED           | HS            |               |               |
| -------------------------- | ------------------ | ------------- | ------------- | ------------- | ------------- | ------------- | ------------- | ------------- | ------------- |
| 1                          | Thomas Wildförster | 6:0           | 750           | 23            | 32,60         | 62,50         | 194           |               |               |
| 2                          | Fabian Blondeel    | 4:2           | 666           | 27            | 24,66         | 62,50         | 140           |               |               |
| 3                          | Wolfgang Zenkner   | 4:2           | 716           | 25            | 28,64         | 35,71         | 129           |               |               |
| 4                          | Uwe Steinberger    | 2:4           | 555           | 31            | 17,90         | 19,23         | 75            |               |               |
| 5                          | Dieter Wirtz       | 0:2           | 152           | 4             | 38,00         | –             | 84            |               |               |
| 6                          | Heinz Janzen       | 0:2           | 72            | 4             | 18,00         | –             | 54            |               |               |
| 7                          | Dieter Großjung    | 0:2           | 205           | 13            | 15,76         | –             | 82            |               |               |
| 8                          | Wolfgang Fischer   | 0:2           | 77            | 11            | 7,00          | –             | 31            |               |               |
| Turnierdurchschnitt: 23,13 |                    |               |               |               |               |               |               |               |               |